# Xanthorhoe viriditincta
Xanthorhoe viriditincta là một loài bướm đêm trong họ Geometridae.